# Raab-Oedenburg-Ebenfurter Eisenbahn
Die Raab-Oedenburg-Ebenfurter Eisenbahn AG (ungarisch Győr-Sopron-Ebenfurti Vasút Zrt.), kurz: GYSEV oder Raaberbahn, ist ein Eisenbahnunternehmen mit dem Firmensitz in Sopron in Ungarn sowie österreichischen Zweigniederlassungen in Wulkaprodersdorf und Wien. Mehrheitseigentümer ist mit rund 66 Prozent der ungarische Staat, rund 28 Prozent hält die Republik Österreich sowie rund sechs Prozent das Bauunternehmen Strabag. Hauptverbindung der Gesellschaft ist die grenzüberschreitende Bahnstrecke Győr–Sopron–Ebenfurth, für weitere Strecken der Region in Ungarn und Österreich wurde die Betriebsführung übernommen. Das frühere deutsche Eigentümerkürzel ROeEE findet sich heute nur noch in der österreichischen Halterkennung und wird sonst offiziell nicht mehr verwendet.

## Unternehmen

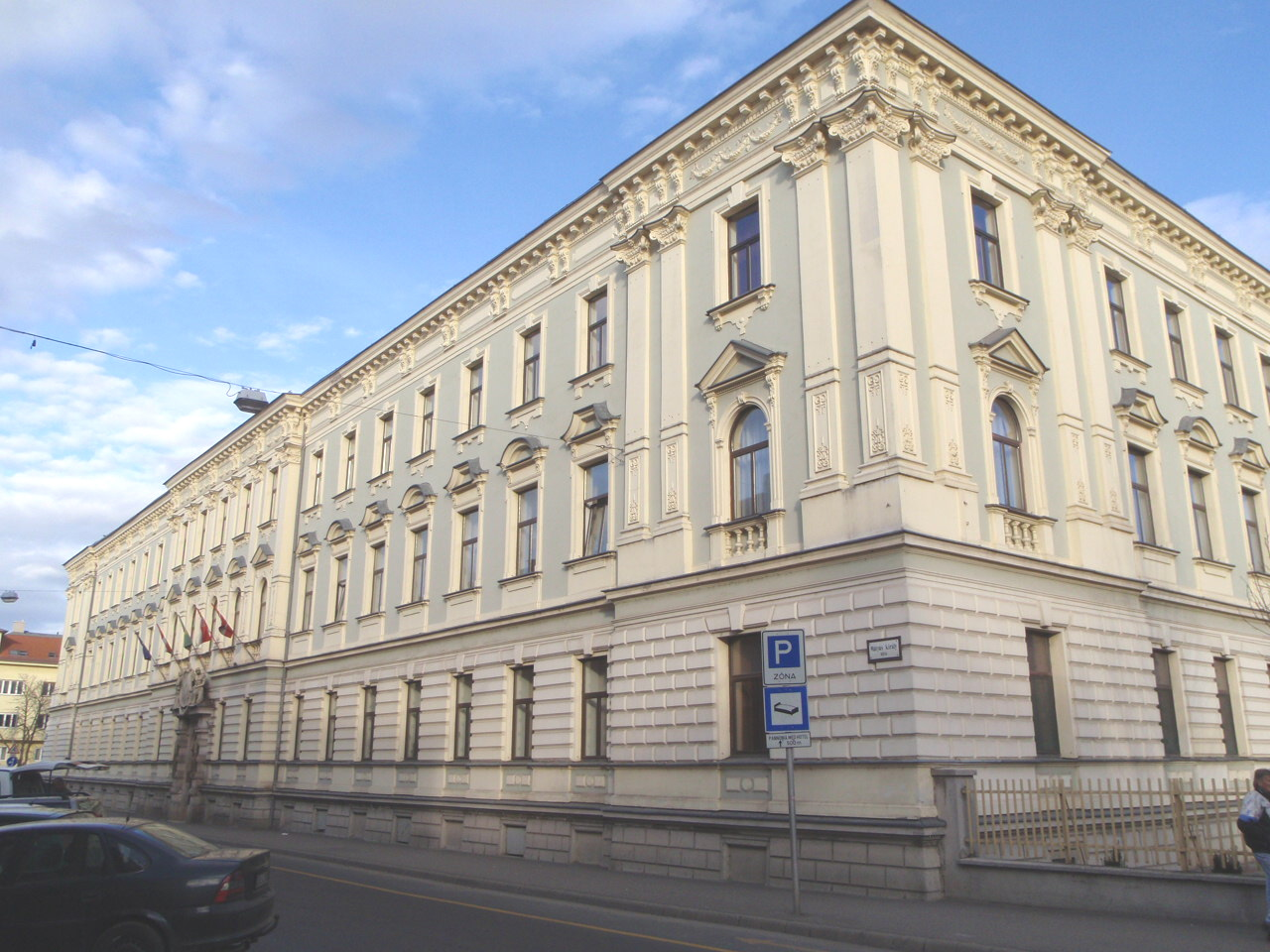
Generaldirektion in Sopron

Die Aktiengesellschaft mit Hauptsitz in Sopron (Ödenburg) hat seit 2009 folgende Eigentümerstruktur:
- 65,6356 % Ungarn
- 28,2378 % Republik Österreich, Anteilsverwaltung durch Bundesministerium für Klimaschutz, Umwelt, Energie, Mobilität, Innovation und Technologie[3]
- 06,1266 % STRABAG SE (Übernahme des Anteils durch Ungarn mit Stand 09/2024 in Bälde vorgesehen[4])

Bis 2009 betrug der österreichische Anteil 33,3 Prozent und anstelle der STRABAG war die Speditions Holding, eine Tochter der Rail Cargo Austria, Teilhaber der GySEV.
Generaldirektor der GySEV war von 2007 bis 2010 der Österreicher Csaba Székely. Am 23. Juli 2010 wurde Ilona Dávid von der ungarischen Regierung (Kabinett Orbán II) als Generaldirektorin ernannt. Ihr folgte im Jahr 2012 Szilárd Kövesdi als Generaldirektor und Vorstandsvorsitzender. Er war zuvor Direktor für Infrastruktur und Engineering, danach Generaldirektor-Stellvertreter. Kövesdi leitet operativ den ungarischen Betriebsteil.
An der Spitze des österreichischen Betriebsteils stand ab Anfang 2017 Generaldirektor-Stellvertreterin und Vorstandsvorsitzende-Stellvertreterin Hana Dellemann. Sie wurde in einer ungarischereits einseitig einberufenen Hauptversammlung am 2. November 2023 mit sofortiger Wirkung von allen ihren Funktionen abberufen.
Die Konzession der GySEV hatte ursprünglich eine Geltungsdauer von 90 Jahren und wurde seitdem mehrmals verlängert. Seit der letzten Verlängerung im Jahr 2007 ist die Konzession in Ungarn bis zum 31. Dezember 2032 und in Österreich bis 18. Dezember 2022 gültig.[veraltet]
Eine Zweigniederlassung in Österreich mit Sitz in Wien ist im Firmenbuch beim Handelsgericht Wien unter der Nummer 114215p mit dem Firmenwortlaut „Györ-Sopron-Ebenfurti Vasut Reszvenytarsasag Raab-Oedenburg-Ebenfurter Eisenbahn Aktiengesellschaft“ seit 14. März 1924 registriert. Eine weitere österreichische Zweigniederlassung ist in Wulkaprodersdorf, wo sich die Direktion und die Hauptbetriebsstätte des österreichischen Firmenteils befinden.
Die GySEV/Raaberbahn verfügt über ein Streckennetz von 509,2 km. Davon befinden sich 445,7 km auf ungarischem Staatsgebiet, 63,5 km in Österreich. Die Strecken in Österreich sind vollständig elektrifiziert, die Strecken in Ungarn zu 89,6 Prozent (Stand: 2021).
In Ungarn machte die Raaberbahn AG laut Jahresbericht einen Nettoumsatz von 11,6 Mrd. HUF (28,5 Mio. Euro) und erzielte ein Ergebnis von 569 Mio. HUF (1,4 Mio. Euro) nach Steuern. In Österreich erreichten die Umsätze im selben Jahr 32,8 Mio. Euro, bei einem Ergebnis nach Steuern in Höhe von 1,6 Mio. Euro.
Weitere Unternehmensbereiche sind: GySEV Cargo Zrt. (Umsatz 2021: 17,2 Mrd. HUF/42 Mio. Euro; Ergebnis nach Steuern: 550 Mio. HUF/1,3 Mio. Euro), Raaberbahn Cargo GmbH (Umsatz 2021: 15,8 Mio. Euro, Ergebnis nach Steuern: 1,6 Mio. Euro) sowie eine Beteiligung an der Neusiedler Seebahn (NSB AG). Die GySEV/Raaberbahn beförderte 2021 insgesamt 5,3 Mio. Fahrgäste sowie transportierte 6,6 Mio. Frachttonnen (3,5 Mio. von der ungarischen Cargo-Tochter, 3,2 Mio. von der österreichischen Cargo-GmbH). Im ungarischen Betriebsteil sind 2075 Personen beschäftigt, im österreichischen Teil 223 Mitarbeiterinnen und Mitarbeiter (Stand: 2021).
Die GySEV/Raaberbahn ist zur internationalen Kooperation und Interessenvertretung Mitglied in:
- UIC – Internationaler Eisenbahnverband mit Sitz in Paris
- CER – Gemeinschaft der Europäischen Bahnen und Infrastrukturgesellschaften mit Sitz in Brüssel
- UITP
- RailNetEurope

In der Organisation für die Zusammenarbeit der Eisenbahnen (OSShD) mit Sitz in Warschau hat die GySEV/Raaberbahn den Status eines Beobachters.

## Geschichte
Die Konzession für eine Bahnstrecke von Raab (Győr) über Ödenburg (Sopron) bis zur damaligen Landesgrenze bei Neufeld an der Leitha (Lajtaújfalu) wurde am 15. Oktober 1872 an Viktor Freiherrn von Erlanger (1840–1894) und Konsorten vergeben. Infolge der Finanzkrise 1873 konnte der Anfang März 1873 begonnene Bau des ersten Teilstückes von Győr nach Sopron erst am 2. Jänner 1876 vollendet werden. Die 1871 bewilligte Verlängerung über Wulkaprodersdorf nach Neufeld wurde am 28. Oktober 1879 eröffnet. Durch einen Péagevertrag mit der Südbahngesellschaft konnte kurz darauf über deren Streckenstück nach Ebenfurth an der Pottendorfer Linie gefahren werden, wo Anschluss nach Wien bestand. Durch die notwendige Lizenz erwarb man das Recht, auf dem damals sehr kurzen Stück in Österreich Personenverkehr öffentlich anzubieten. Das restliche Stück lag komplett in Ungarn.

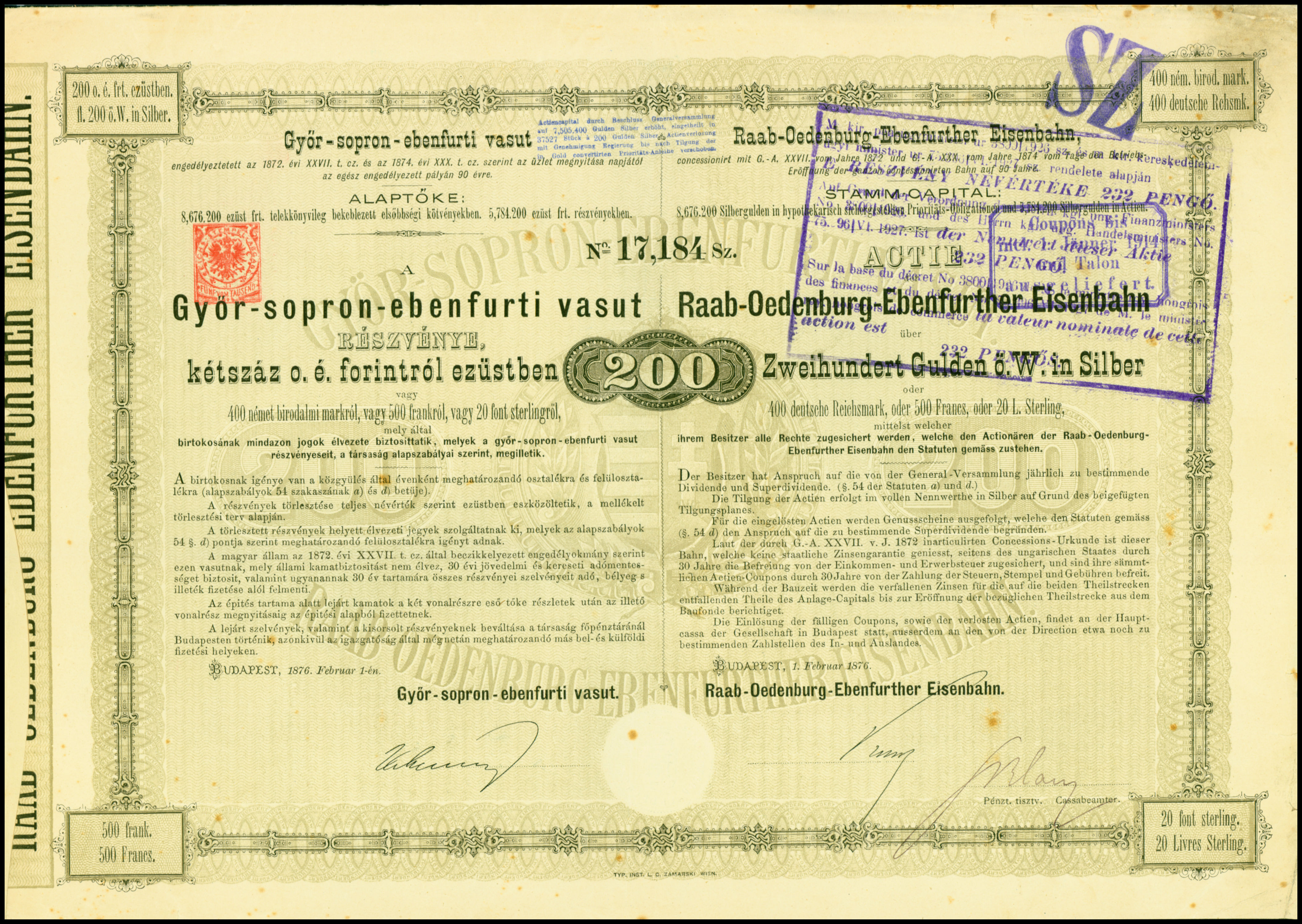
Aktie der Raab-Oedenburg-Ebenfurther Eisenbahn über 200 Gulden ö.W. vom 1. Februar 1876

Das Kapital der am 1. Februar 1875 gegründeten Aktiengesellschaft betrug anfangs 5.260.000 Gulden ö.W. in 26 300 Stammaktien zu 200 Gulden. Um 1910 war es nach mehreren Kapitalerhöhungen auf etwa 46,5 Millionen Kronen angewachsen. Sitz der Gesellschaft war Budapest. Die Betriebsdirektion wurde in Sopron eingerichtet.
Mit der 1881 eröffneten Aspangbahn bzw. deren Betreibergesellschaft EWA gab es bald eine rege Zusammenarbeit, die sich in der Führung direkter Züge und Kurswagen von Wien (Nordbahnhof) über die Aspangbahn und die Lokalbahn Wittmannsdorf-Ebenfurth der kkStB nach Sopron, Györ und später auch Köszeg äußerte.
Am 19. Dezember 1897 eröffnete die Neusiedler Seebahn (Fertővidéki Helyiérdekű Vasút; FHÈV) ihre Lokalbahn zwischen Parndorf (Pándorfalu) und Celldömölk. Die GySEV übernahm die Prioritätsaktien und wurde auch Bauherr und Betriebsführer dieser Strecke.
Nach Umgliederung des heutigen Burgenlandes von Ungarn an Österreich im Jahr 1921 lag ein Teil des Bahngebietes der GySEV fortan auf österreichischem Staatsgebiet. Mit der Kundmachung des Bundesministeriums für Handel und Verkehr vom 7. Juli 1923 bestätigte die Republik Österreich die weitere Geltung der im Königreich Ungarn ausgestellten ersten Konzession vom 18. Oktober 1872. Die Konzessionsdauer wurde auf 90 Jahre ab dem 28. Oktober 1879 festgesetzt. Seither wurde die Konzession mehrmals verlängert. Der österreichische Staat behielt sich zudem das jederzeitige Recht auf Einlösung – d. h. die Verstaatlichung – der konzessionierten Eisenbahn vor. Die Gesellschaft wurde darüber hinaus verpflichtet, in Österreich eine Zweigniederlassung einzurichten, diese wurde 1924 in Wien eingerichtet. Seit 1933 befindet sich die österreichische Hauptbetriebsstätte und damit eine weitere Zweigniederlassung in Wulkaprodersdorf.
Ab 1926 setzte die Gesellschaft die diesel-mechanischen Nebenbahntriebwagen Type BCmot ein und führte mit diesen sogar ab 1932 Triebwagenzüge von Sopron nach Wien Südbahnhof. Sie kamen ab 1928 auch auf der von der Gesellschaft betriebenen Neusiedler Seebahn zum Einsatz.

### Lücke im Eisernen Vorhang
Nach dem Zweiten Weltkrieg und dem politischen Umbruch hin zu einer kommunistisch regierten Volksrepublik blieb die GySEV in Ungarn auch weiterhin als privatwirtschaftlich organisierte Aktiengesellschaft eigenständig, da man sonst die Betriebsrechte in Österreich verloren hätte. Aufgrund der zwangsweisen Enteignung der früheren Eigentümer befand sie sich seitdem vollständig in ungarischem Staatsbesitz.
Auf der aufgelassenen Anschlussbahn einer Zuckerfabrik wurde 1970 die schmalspurige Széchenyi-Museumsbahn errichtet, die bis heute von der GySEV betrieben wird. 1979 wurde der Verkehr zwischen Celldömölk und Fertőszentmiklós eingestellt.
Ab 1959 und noch mehr in den 1970er Jahren nahm der Verkehr einen starken Aufschwung. Insbesondere der Güterverkehr nahm stark zu. In den Jahren 1972 bis 1979 lösten Diesellokomotiven die bis dato eingesetzten Dampflokomotiven sukzessive ab. Die Infrastruktur wurde von 1976 bis 1979 zudem vollständig erneuert und bis 1987 mit elektrischer Oberleitung ausgerüstet. Der elektrische Eisenbahnbetrieb konnte am 31. Mai 1987 zwischen Győr und Sopron und am 28. Oktober 1987 zwischen Sopron und Ebenfurth aufgenommen werden. Dabei wird auch der in Österreich gelegene Abschnitt mit der in Ungarn üblichen Wechselspannung von 25 kV mit 50 Hz gespeist, was in Ebenfurth umfangreiche Umbauten an der Fahrleitungsanlage und die Einrichtung einer Systemtrennstelle erforderte.

### Nach dem Fall des Eisernen Vorhangs
Im Jahr 1989 fiel der Eiserne Vorhang als jahrzehntealte Trennlinie zwischen West- und Osteuropa, am 27. Juni des Jahres durchtrennten die Außenminister der Staaten Österreich und Ungarn bei Klingenbach symbolisch den Grenzzaun.
Im Jahr 1994 finanzierte die Republik Österreich den Ausbau des Güterterminals in Sopron und übernahm dafür von der bis dahin vollständig in ungarischem Staatsbesitz befindlichen Gesellschaft einen Anteil von einem Drittel am Aktienanteil.
Am 1. Jänner 2002 übergab die ungarische Staatsbahn MÁV aufgrund staatlicher Anordnung die Strecken Sopron–Szombathely und Sopron–Staatsgrenze nächst Loipersbach-Schattendorf an die GySEV. In diesem Jahr änderte sich auch die Eigentümerstruktur der Neusiedler Seebahn/Fertővidéki Helyiérdekű Vasút. (49 % Republik Österreich, 25 % Land Burgenland). Der elektrische Betrieb auf dieser Strecke wurde am 24. April 2002 aufgenommen.
Am 1. Mai 2004 wurde Ungarn Mitglied der Europäischen Union.
Im Jahre 2006 übernahm die GySEV den Streckenabschnitt Szombathely–Szentgotthárd–Staatsgrenze nächst Mogersdorf der ehemaligen Ungarischen Westbahn von der MÁV. Mit einem Investitionsaufwand von 72 Millionen Euro wurde der 53,3 km lange Streckenabschnitt für Geschwindigkeiten bis 120 km/h und eine Achslast von 22,5 Tonnen ausgebaut. Die GySEV begann im September 2009 mit den Bauarbeiten und stellte die Strecke bis Dezember 2010 fertig. Die Verbindung ist seitdem im Nord-Süd-Güterverkehr eine leistungsfähige und neigungsarme Alternative zur Österreichischen Südbahn über den Semmering. Die GySEV erhofft sich dadurch, die Tonnagen von 800 000 Tonnen auf 2,5 Millionen mehr als verdreifachen zu können.
Im Jahr 2009 erhöhte der ungarische Staat im Rahmen einer Kapitalerhöhung, an der die seit 2004 mit 33,3 % beteiligte Republik Österreich nicht teilnahm, seinen Anteil von 61 auf nunmehr 65,6 %. Das ungarische Ministerium für nationale Entwicklung beschloss am 18. Juni 2011, die Betriebsführung mehrerer Staatsbahnen mit einer Gesamtlänge von 214 Kilometern ab Dezember 2011 auf die GySEV zu übertragen.
Am 15. Februar 2022 gab das österreichische Bundesministerium für Klimaschutz, Umwelt, Energie, Mobilität, Innovation und Technologie in Wulkaprodersdorf bekannt, dass bis 2025 in den Ausbau der Infrastruktur Raaberbahn auf dem Staatsgebiet der Republik Österreich 62 Millionen Euro investiert werden sollen. Basis ist das im Dezember 2021 unterzeichnete 9. Mittelfristige Investitionsprogramm (MIP) mit der Republik Österreich bezüglich des Ausbaus der Eisenbahninfrastruktur für den Zeitraum 2021 bis 2025. Das Programm ermöglicht die Umsetzung des bisher größten Investitionsvolumens in der Geschichte des österreichischen Betriebsteils der Raaberbahn. Neben Bahnhofsumbauten umfasst das Programm die Errichtung von P&R-Anlagen und die Entwicklung von E-Ladestationen. Es beinhaltet auch Gleisbogenkorrekturen und Kapazitätserweiterungen zur Verbesserung und Beschleunigung des Pendelverkehrs zwischen dem Burgenland und Wien. Gleichzeitig wurde bekannt gegeben, dass es auf der Strecke Deutschkreutz-Sopron-Wulkaprodersdorf-Wien nunmehr bereits 21 Personenzug-Verbindungen pro Richtung an Werktagen gebe, wobei in den Hauptverkehrszeiten ein Halbstundentakt eingerichtet worden sei.
Am 9. Mai 2022 entgleiste eine mit rund 70 Personen besetzte Garnitur der Raaberbahn in der Nähe von Münchendorf auf der Pottendorfer Linie. Eine Person verlor dabei ihr Leben, mehrere wurden verletzt. Ein darauffolgender Gerichtsprozess in Wiener Neustadt gegen den Lokführer des Zuges endete im Jänner 2023 mit einer bedingten Haftstrafe wegen fahrlässiger Gemeingefährdung.
Im Laufe des Jahres 2023 berichtete die Raaberbahn in Österreich unter anderem über Klimaschutzmaßnahmen: einen neuen Energiespar-Modus abgestellter Ventus-Züge sowie über neue versperrbare und mietbare Fahrradboxen für Fahrgäste am Bahnhof Wulkaprodersdorf. Geplant ist auch die Errichtung einer zweiten Park-&-Ride-Anlage neben dem Bahnhof Wulkaprodersdorf (auf dem Gemeindegebiet des Nachbarortes Antau).
Nach einem Beschluss des ungarischen Ministerium für Bau und Verkehr (ÉKM) wird die GySEV ab 1. Juli 2025 weitere dreizehn Eisenbahnstrecken vom staatlichen Betreiber MÁV übernehmen. Damit wird das von der GySEV betriebene Eisenbahnnetz um 752 Kilometer anwachsen. Konkret handelt es ich um folgende Strecken:
- Boba–Ukk–Zalaegerszeg–Őrihodos–Staatsgrenze
- Porpác–Székesfehérvár
- Pápa–Csorna
- Ukk–Balatonszentgyörgy
- Zalaegerszeg–Rédics
- Zalaszentiván–Nagykanizsa
- Balatonszentgyörgy – Nagykanizsa – Murakeresztúr – Gyékényes
- Győrszabadhegy–Celldömölk
- Veszprém–Győrszabadhegy
- Veszprémvarsány–Franciavágási
- Zalabér–Batyk–Zalaszentgrót
- Zirc–Dudarbánya
- Csajág–Hajmáskér

## Strecken

Betriebsnetz der GySEV/Raaberbahn seit 2011

### Im Eigentum der GySEV
Im Eigentum der GySEV ist von den betriebenen Strecken lediglich die grenzüberschreitende Verbindung Győr–Sopron–Ebenfurth, die seit 1987 durchgehend elektrisch betrieben wird. Die Eigentumsgrenze zum Netz der ÖBB befindet sich dabei nach wie vor an der ehemaligen, bis 1921 gültigen Staatsgrenze zwischen Ungarn und Österreich an der Leithabrücke bei Ebenfurth.
| Strecke               | Länge (km) | Eröffnungsdaten                                                |
| --------------------- | ---------- | -------------------------------------------------------------- |
| Győr–Sopron–Ebenfurth | 115,331    | Győr–Sopron: 2. Jänner 1876 Sopron–Ebenfurth: 28. Oktober 1879 |

### Im Betrieb der GySEV
Bereits seit der Eröffnung der Strecke im Jahr 1897 führt die GySEV den Betrieb auf der früheren Vizinalbahn der Fertővidéki Helyiérdekű Vasút/Neusiedler Seebahn. Für weitere Strecken des Bahngebietes wurde die Betriebsführung in den Jahren 2001, 2006 und 2011 vom ungarischen Staat an die GySEV übertragen. Für einige kurze Abschnitte im Grenzgebiet bei Sopron ist die GySEV seitdem auch Betreiber österreichischer Infrastruktur. Eine Sonderstellung hat die seit 1970 von der GySEV betriebene, schmalspurige Széchenyi-Museumsbahn von Fertőboz nach Schloss Széchenyi in Nagycenk, die in ihrer ursprünglichen Intention als Pioniereisenbahn entstand. Auch heute noch sind dort Kinder und Jugendliche in ihrer Freizeit ehrenamtlich tätig.
| Strecke                                                    | Eigentümer | Länge (km) | Übernahme         | Anmerkungen |
| ---------------------------------------------------------- | ---------- | ---------- | ----------------- | --- |
| (Celldömölk–) Fertőszentmiklós–Neusiedl am See (–Parndorf) | NSB/FHÉV   | 50         | 19. Dezember 1897 | Betriebsführung ab Eröffnung der Strecke bis 2020, elektrifiziert. Der Abschnitt Celldömölk–Fertőszentmiklós wurde am 26. Mai 1979 stillgelegt. |
| Staatsgrenze nächst Loipersbach-Schattendorf–Sopron        | ÖBB (MÁV)  | 8          | 1. Jänner 2002    | |
| Sopron–Szombathely                                         | MÁV        | 62         | 1. Jänner 2002    | Hauptbahn, elektrifiziert |
| Szombathely–Szentgotthárd                                  | MÁV        | 52         | 2006              | Hauptbahn, elektrifiziert (ehem. Ungarische Westbahn)                                                                                           |
| Hegyeshalom–Rajka                                          | MÁV        | 13         | 2011              | Hauptbahn, elektrifiziert |
| Porpác–Hegyeshalom                                         | MÁV        | 94         | 2011              | elektrifiziert |
| Porpác–Szombathely                                         | MÁV        | 17         | 2011              | zweigleisige Hauptbahn, elektrifiziert (ehem. Ungarische Westbahn)                                                                              |
| Szombathely–Zalaszentiván                                  | MÁV        | 49         | 2011              | elektrifiziert |
| Szombathely–Kőszeg                                         | MÁV        | 17,3       | 2011              | |
| Körmend–Zalalövő                                           | MÁV        | 22,8       | 2011              | seit 13. Dezember 2009 ohne Verkehr |
| Harka–Deutschkreutz                                        | ÖBB        | 5          | ?                 | elektrifiziert |

## Fahrbetriebsmittel
Derzeit bedienen vor allem Neubaulokomotive der Reihe 470 (entsprechend ÖBB 1116) und der Reihe 471 (entsprechend Siemens Vectron) die Hauptstrecke. Dazu kommen einige von der MÁV übernommene elektrische Lokomotiven der Reihe V43, Diesellokomotiven der Reihen M40, M42 und M44 und Triebwagen der Baureihen 5047.5 und 5147.5 (weitgehend identisch mit ihren ÖBB-Namensvettern). Auch übernahm die Bahn einige ehemalige Schlierenwagen der ÖBB.
Im internationalen Güterverkehr kommen die GySEV-Vectrons bis ins Ruhrgebiet, auf der Relation Curtici (Rumänien) – Győr – Passau – Nürnberg – Rheinhausen.
Bei Stadler Rail wurden 2012 zunächst vier Flirt-Triebzüge für den Regionalverkehr auf der Linie Sopron–Szombathely–Szentgotthárd bestellt. Weitere sechs Züge dieses Typs wurden im Februar 2013 für den Regionalverkehr auf der Linie Sopron–Győr, später Csorna–Szombathely, ab 2016 Zalaegerszeg–Szombathely–Sopron geordert.
In Ungarn zugelassene Fahrzeuge tragen die Halterkennung H-GYSEV und Nummern nach ungarischem Schema, die in Österreich zugelassenen A-ROEEE und Baureihennummern analog zur ÖBB.

### Elektrische Lokomotiven
| Baureihe | Bild | Hersteller | Anzahl | Anmerkung |
| -------- | ---- | ---------- | ------ | --- |
| 0430     |      | Ganz-MÁVAG | 14     | von MÁV übernommen |
| 0470     |      | Siemens    | 05     | Weitere baugleiche Lokomotiven waren von 2002 bis 2015 von den ÖBB (Baureihe 1116, sieben Stück) und 2014 bis 2016 von Mitsui Rail Capital Europe (eine Lokomotive) angemietet. |
| 0471     |      | Siemens    | 010    | Drei weitere baugleiche Lokomotiven wurden 2015 von ELL Austria angemietet, sie sind in Deutschland als Baureihe 193 zugelassen.                                                |

### Elektrische Triebwagen
| Baureihe  | Bild | Hersteller | Anzahl                               | Anmerkung |
| --------- | ---- | ---------- | ------------------------------------ | --- |
| 415       |      | Stadler    | 010                                  | |
| 435       |      | Stadler    | 010                                  | |
| 4744/4746 |      | Siemens    | Rh 4744: 5 Rh 4746: 8 (ab Ende 2021) | Als Ventus beschriftet. Ab Mai 2023 durch ein Software-Update mit einem Schlafmodus, der Energieverbrauch und Geräuschentwicklung reduziert, nachts abstellbar. |

2024 wurden neun IC-Triebzüge von Stadler bestellt, mit einer Option auf weitere vier. Die fünfteiligen, 160 km/h schnellen Einheiten sollen ab 2027 auf den Strecken von Budapest nach Sopron und Szombathely die lokomotivbespannten Züge ablösen und sind für einen späteren Einsatz nach Österreich vorbereitet.

### Diesellokomotiven
| Baureihe | Bild | Hersteller              | Anzahl | Anmerkung |
| -------- | ---- | ----------------------- | ------ | --------- |
| 408      |      | Ganz-MÁVAG              | 02     |           |
| 428      |      | Ganz-Hunslet            | 01     |           |
| 448      |      | Ganz-MÁVAG              | 15     |           |
| 648      |      | Lokomotivfabrik Luhansk | 02     | ex DB 233 |

### Dieseltriebwagen
| Baureihe | Bild | Hersteller | Anzahl | Anmerkung                                                                              |
| -------- | ---- | ---------- | ------ | -------------------------------------------------------------------------------------- |
| 5047/247 |      | Jenbacher  | 07 (9) | 7 Stück 2011 von ÖBB übernommen 2 Stück Ende 2016/Anfang 2017 an Kárpát Vasút verkauft |
| 5147/446 |      | Jenbacher  | 06     | 5 Doppeleinheiten 2011 von ÖBB übernommen                                              |

### Reisezugwagen
| Baureihe       | Bild | Hersteller     | Anzahl | Anmerkung                                                         |
| -------------- | ---- | -------------- | ------ | ----------------------------------------------------------------- |
| UIC-Z          |      | SGP            | 26     | 2016 von ÖBB übernommen, Einsatz als RaaberCity Sopron – Budapest |
| UIC-Y          |      | MVG Győr       | 17     | ab 1995 zu Großraumwagen umgebaut                                 |
| Schlierenwagen |      | Jenbacher, SGP | 57     | ab 2009 von ÖBB übernommen                                        |
| Steuerwagen    |      | Jenbacher, SGP | 3      | Inlandsreisezugwagen der ÖBB, 2012 übernommen                     |

Von 2003 bis 2015 wurden außerdem 25 Halberstädter Mitteleinstiegswagen eingesetzt.

### Ehemalige Fahrzeuge
Die Gesellschaft nahm den Verkehr mit drei Personenzugslokomotiven (Achsfolge 1´B) und fünf Güterzugslokomotiven (Achsfolge C; ähnlich MÁV IIIe) sowie 24 Personenwagen 1. bis 4. Klasse, 9 Dienst-/Postwagen und insgesamt 163 Güterwaggons auf. Aufgrund Lieferschwierigkeiten der noch jungen ungarischen Lokomotivindustrie wurden die ersten Maschinen von der Lokomotivfabrik Georg Sigl in Wien erzeugt und entsprachen weitgehend den (auch an andere Bahnverwaltungen gelieferten) Standardtypen dieser Firma. Die Waggons kamen von der Grazer Waggonfabrik und der Elsö Magyar Vasuti Kocsigyár (Erste Ungarische Waggonfabrik AG) in Budapest.
Bei weiteren Neubauten kamen auch die Wiener Neustädter Lokomotivfabrik, die Wiener Lokomotivfabrik und vor allem die Budapester MAVAG zum Zug. Im Laufe ihrer Geschichte übernahm die GySEV immer wieder altbrauchbare Fahrzeuge anderer Bahnverwaltungen und nützte dieser teilweise noch Jahrzehnte weiter, wie zum Beispiel die Dampflokreihe MÁV 424 oder Diesellokomotiven wie die Baureihe M62.9. So kamen auch Lokomotiven der Reihen StEG II 501–518 und StEG II 65–122 der ehemaligen Österreichisch-ungarischen Staatseisenbahn-Gesellschaft über BBÖ und MAV zur GySEV und standen hier noch lange Zeit im Einsatz. Die Fahrzeuge wurden in den eigenen Werkstätten, später im Auftrag durch die MAV, immer wieder modernisiert und umgebaut.

Im Güterzugverkehr, speziell während der Zuckerrübenkampagne, setzte die GySEV noch über das offizielle Ende des Dampfbetriebes in Österreich hinaus Dampflokomotiven auf den österreichischen Strecken ein und wurde damit zu einem Anziehungspunkt für Eisenbahnfreunde aus aller Welt.

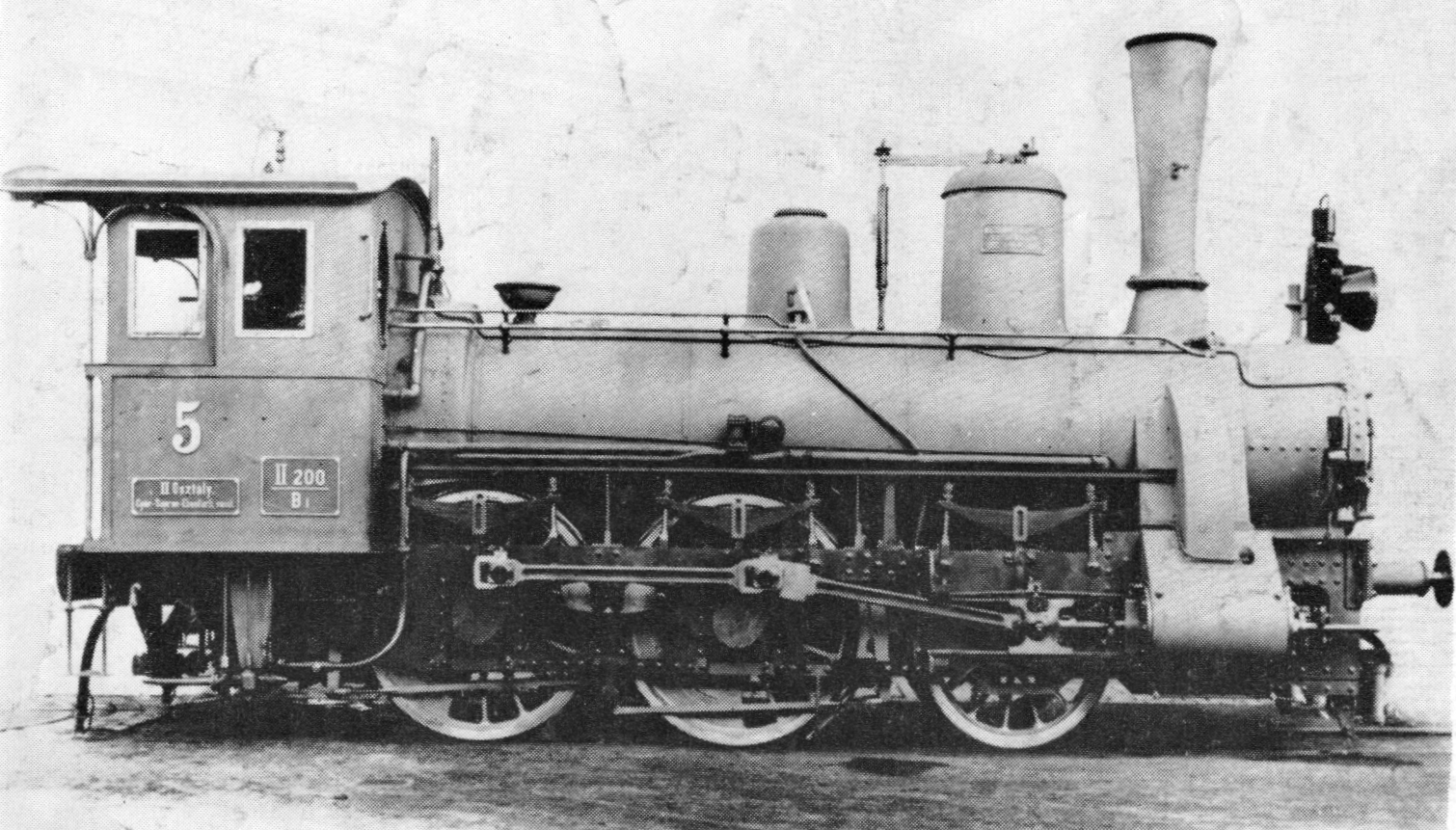
1´B-Personenzugslok GySEV 5 (MAVAG 1661/1902)
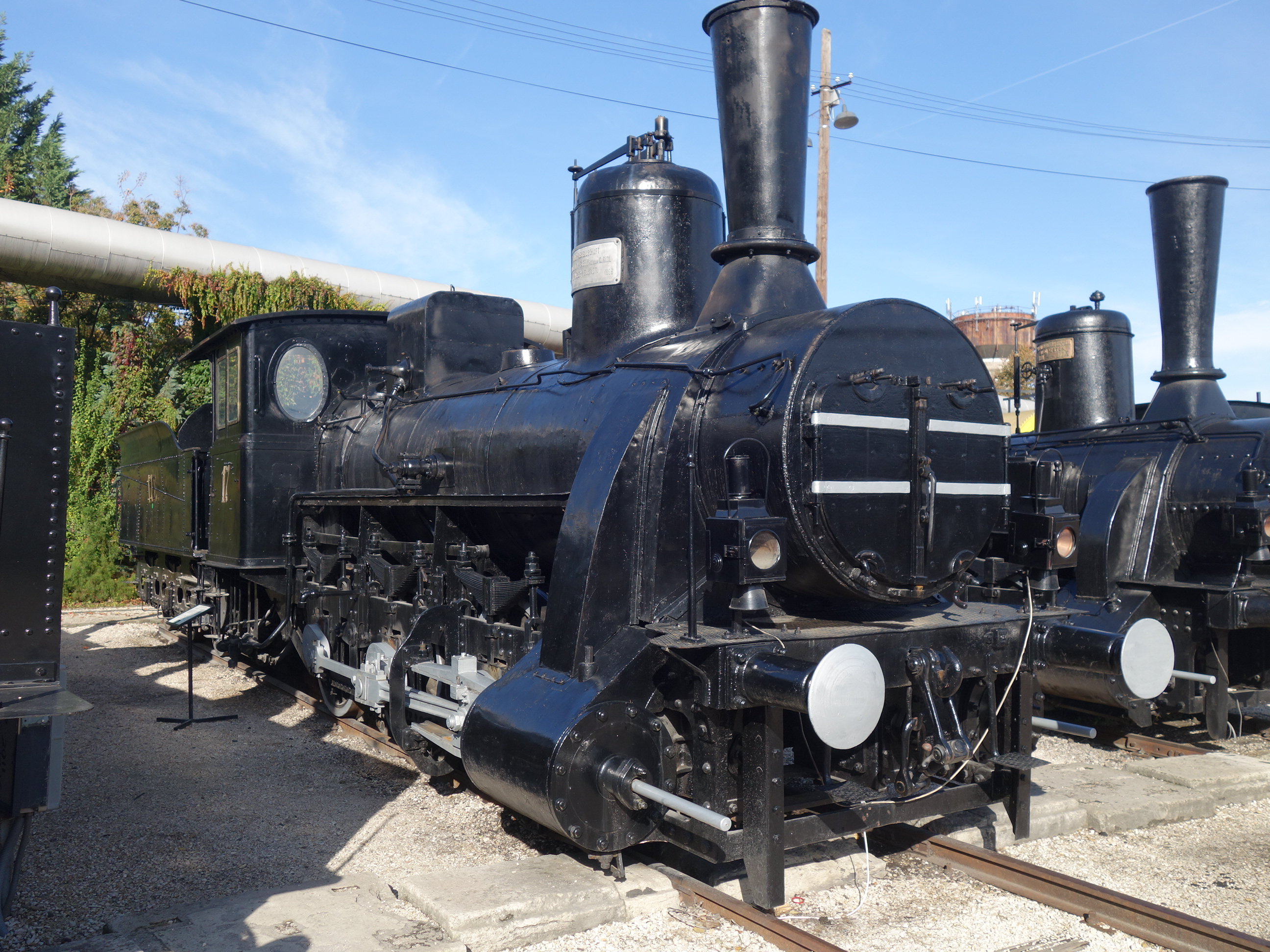
GySEV Nr. 17 (WrN 3060/1885) im Bahnpark Budapest
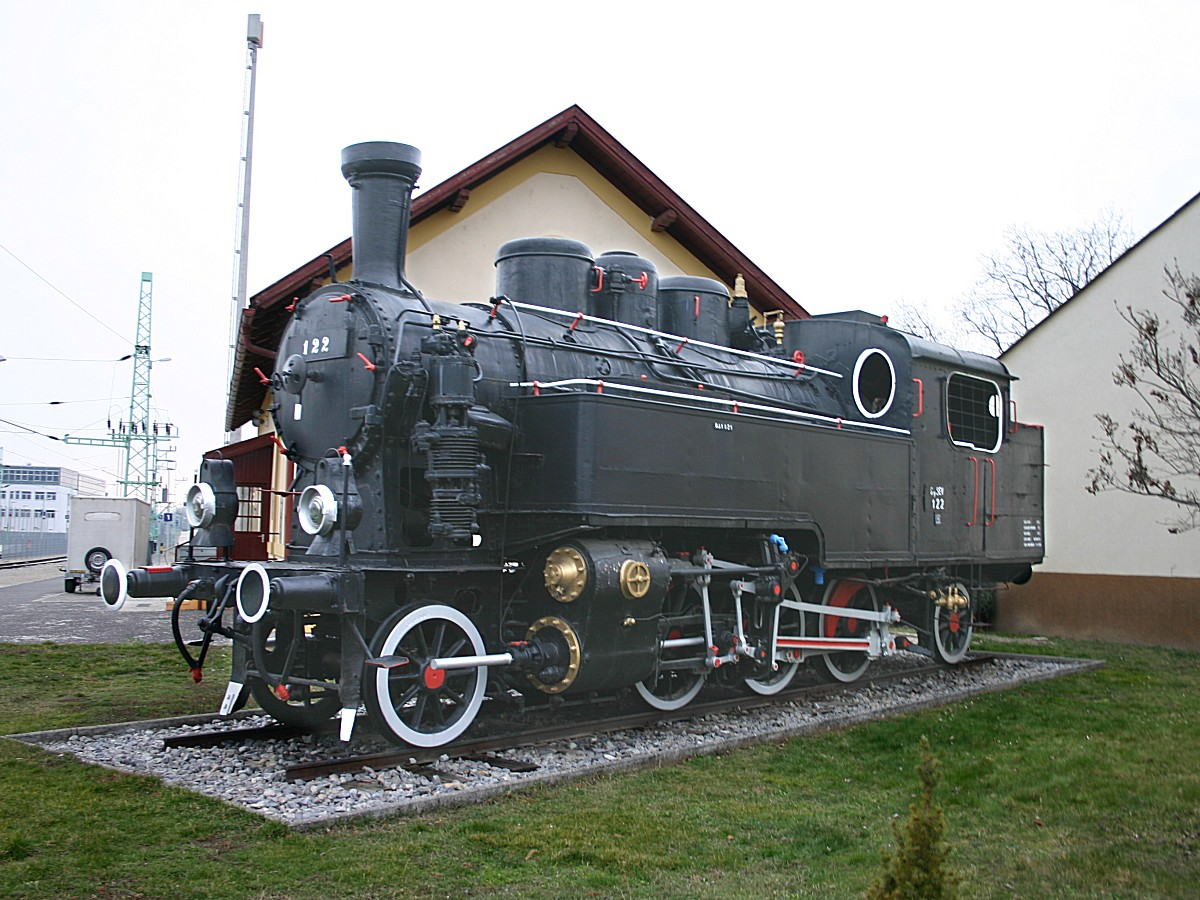
Nebenbahn-Dampflok Reihe MAV 375 (MAVAG 3970/1916)
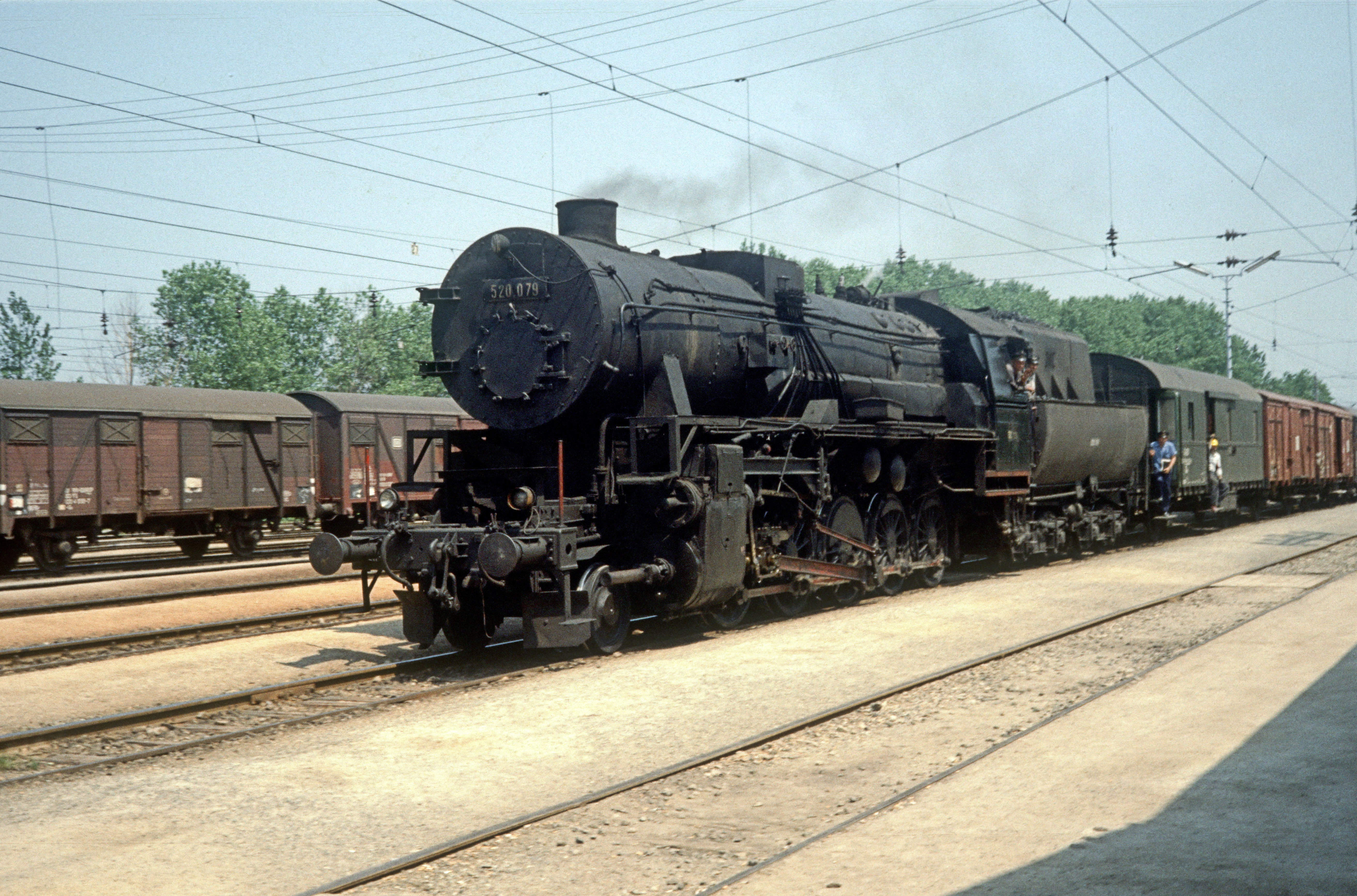
GySEV Baureihe 520, ex Kriegslok Baureihe 52
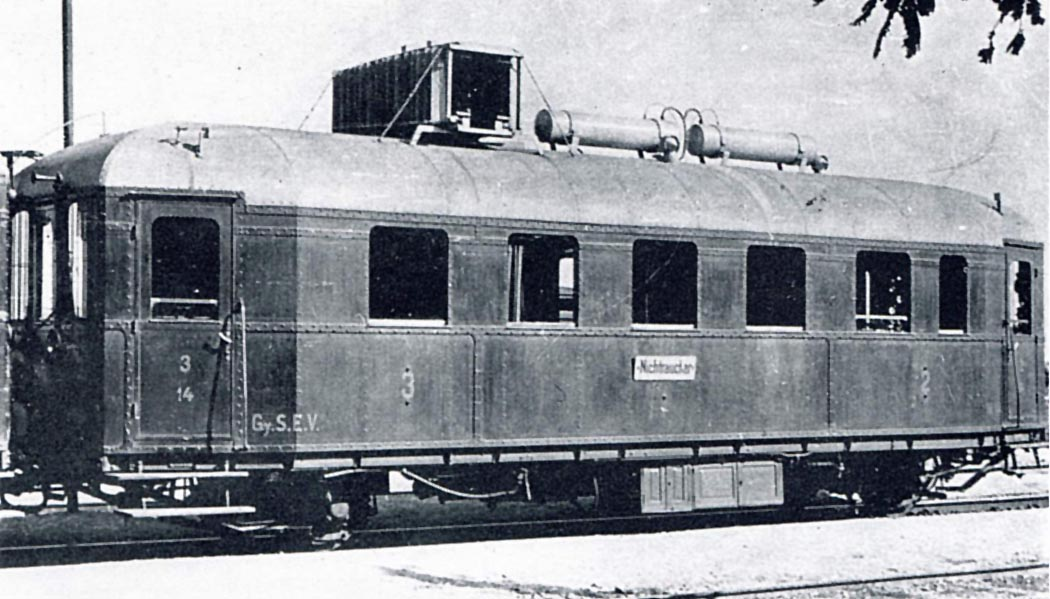
Triebwagen Type BCmot von Ganz & Co. (1926/28)
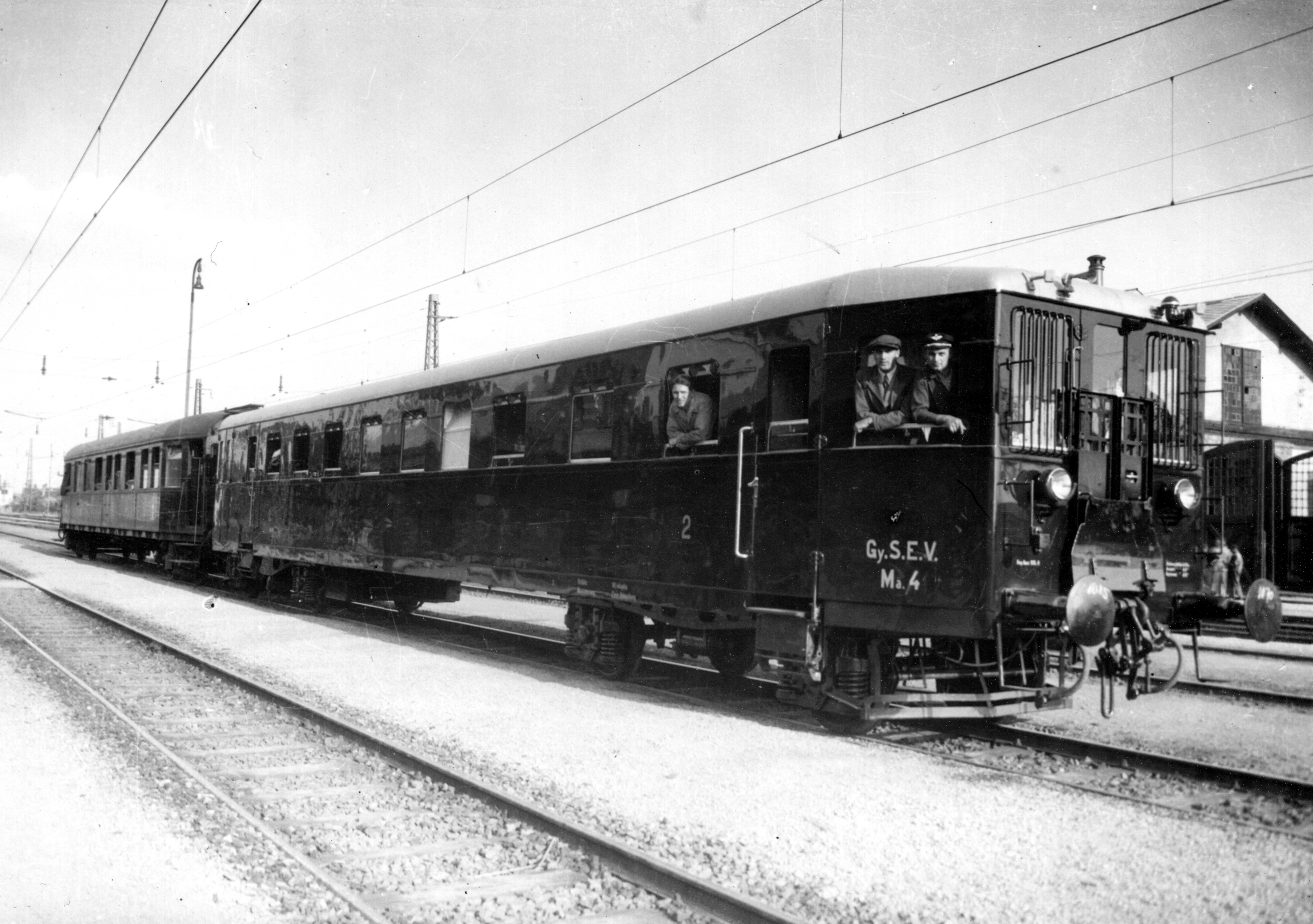
Vierachsiger dieselmechanischer Triebwagen Ma4 von Ganz & Co. (1935)
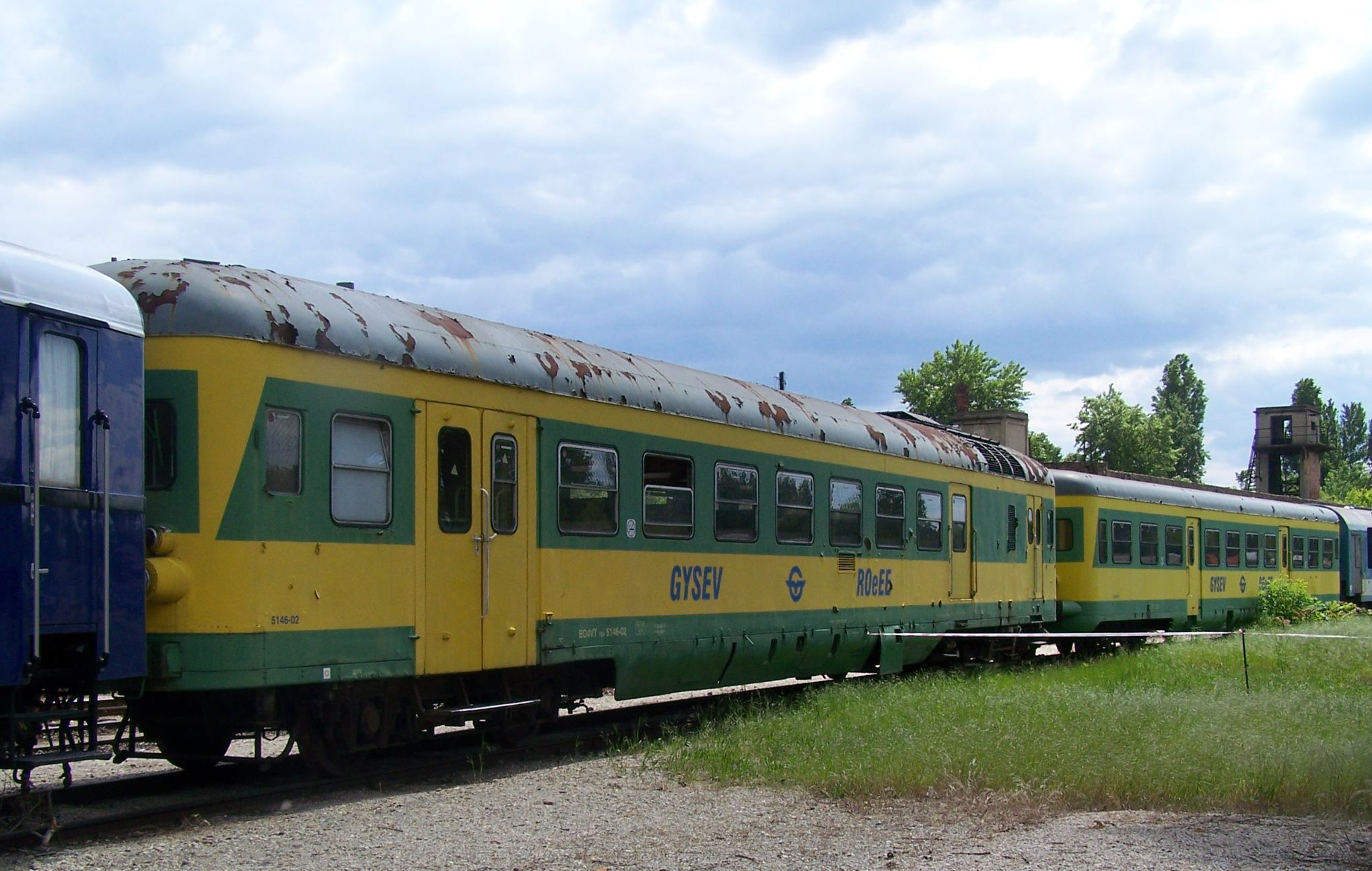
Dieseltriebwagen ex ÖBB 5046